# Valongo dos Azeites
Valongo dos Azeites is een plaats (freguesia) in de Portugese gemeente São João da Pesqueira en telt 262 inwoners (2001).